# العلاقات الرواندية اللوكسمبورغية
العلاقات الرواندية اللوكسمبورغية هي العلاقات الثنائية التي تجمع بين رواندا ولوكسمبورغ.

## مقارنة بين البلدين
هذه مقارنة عامة ومرجعية للدولتين:
| وجه المقارنة                                              | رواندا                                        | لوكسمبورغ                                                     |
| --------------------------------------------------------- | --------------------------------------------- | ------------------------------------------------------------- |
| المساحة (كم2)                                             | 26.34 ألف                                     | 2.59 ألف                                                      |
| عدد السكان (نسمة)                                         | 12.21 مليون                                   | 599.45 ألف                                                    |
| الكثافة السكانية (ن./كم²)                                 | 463.55                                        | 231.45                                                        |
| العاصمة                                                   | كيغالي                                        | لوكسمبورغ                                                     |
| اللغة الرسمية                                             | اللغة الكينيارواندا، لغة إنجليزية، لغة فرنسية | اللغة اللوكسمبورغية، لغة فرنسية، اللغة الألمانية              |
| العملة                                                    | فرنك رواندي                                   | يورو، فرنك لوكسمبورغ                                          |
| الناتج المحلي الإجمالي (بليون دولار)                      | 9.14 مليار                                    | 62.40 مليار                                                   |
| الناتج المحلي الإجمالي (تعادل القوة الشرائية) بليون دولار | 20.46 مليار                                   | 58.13 مليار                                                   |
| الناتج المحلي الإجمالي الاسمي للفرد دولار أمريكي          | 697                                           | 101.45 ألف                                                    |
| الناتج المحلي الإجمالي للفرد دولار أمريكي                 | 1.66 ألف                                      | 101.93 ألف                                                    |
| مؤشر التنمية البشرية                                      | 0.483                                         | 0.892                                                         |
| رمز المكالمات الدولي                                      | +250                                          | +352                                                          |
| رمز الإنترنت                                              | .rw                                           | .lu                                                           |
| المنطقة الزمنية                                           | ت ع م+02:00                                   | توقيت وسط أوروبا، ت ع م+01:00، ت ع م+02:00، أوروبا/لوكسمبورج ‏ |

## منظمات دولية مشتركة
يشترك البلدان في عضوية مجموعة من المنظمات الدولية، منها:
| علم المنظمة | اسم المنظمة                               | تاريخ انضمام رواندا | تاريخ انضمام لوكسمبورغ |
| ----------- | ----------------------------------------- | ------------------- | ---------------------- |
|             | مؤسسة التنمية الدولية                     | 30 سبتمبر 1963      | 4 يونيو 1964           |
|             | يونسكو                                    | 7 نوفمبر 1962       | 27 أكتوبر 1947         |
|             | وكالة ضمان الاستثمار متعدد الأطراف        | 27 سبتمبر 2002      | 29 أغسطس 1991          |
|             | الأمم المتحدة                             | 18 سبتمبر 1962      | 24 أكتوبر 1945         |
|             | الاتحاد البريدي العالمي                   | ?                   | ?                      |
|             | البنك الدولي للإنشاء والتعمير             | 30 سبتمبر 1963      | 27 ديسمبر 1945         |
|             | الاتحاد الدولي للاتصالات                  | 12 ديسمبر 1962      | 2 مارس 1866            |
|             | منظمة حظر الأسلحة الكيميائية              | ?                   | ?                      |
|             | مؤسسة التمويل الدولية                     | 6 نوفمبر 1975       | 4 أكتوبر 1956          |
|             | المركز الدولي لتسوية المنازعات الاستشارية | 14 نوفمبر 1979      | 29 أغسطس 1970          |
|             | منظمة التجارة العالمية                    | ?                   | ?                      |
|             | منظمة الشرطة الجنائية الدولية             | ?                   | ?                      |
|             | البنك الإفريقي للتنمية                    | ?                   | ?                      |

## وصلات خارجية
- موقع وزارة الخارجية الرواندية
- موقع وزارة الخارجية اللوكسمبورغية